# Stottmert
Stottmert is een plaats in de Duitse gemeente Herscheid, deelstaat Noordrijn-Westfalen, en telt 50 inwoners (2008).